# Dnepropetrovsk Spútnik
Dnepropetrovsk Spútnik (en ciríl·lic: Днепропетровские Спутник), també coneguda simplement com DS, és el nom d'una sèrie de satèl·lits artificials llançats per la Unió Soviètica entre 1961 i 1982. Els satèl·lits de la sèrie DS van ser utilitzats en varietat de missions, incloent investigacions científiques i tecnològiques, com el seu ús com a objectius de radar. En total es van llançar 182 satèl·lits DS mitjançant coets Kosmos.
El primer satèl·lit DS va ser llançat en el vol inaugural del coet Kosmos-2I el 27 d'octubre de 1971. No va arribar a arribar a òrbita a causa d'una fallada en un component del coet. Un segon intent també va fracassar a causa d'una fallada en la segona etapa del coet llançador. El tercer intent va tenir èxit, després d'això el satèl·lit DS en òrbita va passar a ser denominat Cosmos 1. La designació Cosmos es va aplicar a tots els satèl·lits DS excepte als quals no van arribar a arribar a òrbita i a uns pocs llançats sota el programa Intercosmos.
L'últim satèl·lit DS, Cosmos 1375, va ser llançat a bord d'un Kosmos-3M el 6 de juny de 1982. Es va tractar d'un satèl·lit usat com a objectiu per a una arma anti-satèl·lit.